# UCI Asia Tour 2015
L'UCI Asia Tour 2015 fu l'undicesima edizione dell'UCI Asia Tour, uno dei cinque circuiti continentali di ciclismo dell'Unione Ciclistica Internazionale. Era composto da trentasei corse che si tennero febbraio e dicembre 2015 in Asia, tra le quali le quattro gare dei campionati asiatici di ciclismo su strada.

## Calendario

### Febbraio
| Data  | Prova                                     | Cat. | Vincitore       | Squadra            |
| ----- | ----------------------------------------- | ---- | --------------- | ------------------ |
| 1-4   | Le Tour de Filipinas                      | 2.2  | Thomas Lebas    | Bridgestone Anchor |
| 4-7   | Dubai Tour                                | 2.HC | Mark Cavendish  | Etixx-Quick Step   |
| 8-13  | Tour of Qatar                             | 2.HC | Niki Terpstra   | Etixx-Quick Step   |
| 11    | Campionati asiatici - In linea Under-23   | CC   | Yuma Koishi     | Giappone           |
| 12    | Campionati asiatici - In linea            | CC   | Hossein Askari  | Iran               |
| 13    | Campionati asiatici - Cronometro Under-23 | CC   | Sang-Hoon Park  | Corea del Sud      |
| 14    | Campionati asiatici - Cronometro          | CC   | Azmi Abd Hadzid | Brunei             |
| 17-22 | Tour of Oman                              | 2.HC | Rafael Valls    | Lampre-Merida      |

### Marzo
| Data  | Prova            | Cat. | Vincitore           | Squadra                   |
| ----- | ---------------- | ---- | ------------------- | ------------------------- |
| 8-15  | Tour de Langkawi | 2.HC | Youcef Reguigui     | MTN-Qhubeka               |
| 22-26 | Tour de Taiwan   | 2.1  | Mirsamad Pourseyedi | Tabriz Petrochemical Team |

### Aprile
| Data | Prova                                             | Cat. | Vincitore         | Squadra           |
| ---- | ------------------------------------------------- | ---- | ----------------- | ----------------- |
| 1-6  | The Maha Chackri Sirindhon's Cup Tour of Thailand | 2.2  | Yasuharu Nakajima | Aisan Racing Team |

### Maggio
| Data  | Prova                                 | Cat. | Vincitore           | Squadra                      |
| ----- | ------------------------------------- | ---- | ------------------- | ---------------------------- |
| 6-9   | International Tour de Banyuwangi Ijen | 2.2  | Peter Pouly         | Singha Infinite Cycling Team |
| 17-24 | Tour of Japan                         | 2.1  | Mirsamad Pourseyedi | Tabriz Petrochemical Team    |
| 28-2  | Tour of Iran (Azarbaijan)             | 2.1  | Mirsamad Pourseyedi | Tabriz Petrochemical Team    |
| 28-31 | Tour de Kumano                        | 2.2  | Benjamín Prades     | Matrix Powertag              |

### Giugno
| Data | Prova         | Cat. | Vincitore  | Squadra         |
| ---- | ------------- | ---- | ---------- | --------------- |
| 7-14 | Tour de Korea | 2.1  | Caleb Ewan | Orica-GreenEDGE |

### Luglio
| Data | Prova                | Cat. | Vincitore       | Squadra     |
| ---- | -------------------- | ---- | --------------- | ----------- |
| 5-18 | Tour of Qinghai Lake | 2.HC | Radoslav Rogina | Adria Mobil |

### Settembre
| Data  | Prova            | Cat. | Vincitore            | Squadra            |
| ----- | ---------------- | ---- | -------------------- | ------------------ |
| 11-13 | Tour de Hokkaido | 2.2  | Riccardo Stacchiotti | Nippo-Vini Fantini |

### Ottobre
| Data  | Prova                     | Cat. | Vincitore              | Squadra                    |
| ----- | ------------------------- | ---- | ---------------------- | -------------------------- |
| 2-9   | Tour of China I           | 2.1  | Daniele Colli          | Nippo-Vini Fantini         |
| 3-11  | Tour de Singkarak         | 2.2  | Arvin Moazzemi Godarzi | Pishgaman Giant Team       |
| 4     | Tour of Almaty            | 1.1  | Aleksej Lucenko        | Astana Pro Team            |
| 8-11  | Abu Dhabi Tour (2015)     | 2.1  | Esteban Chaves         | Orica-GreenEDGE            |
| 11-18 | Tour of China II          | 2.1  | Mattia Gavazzi         | Amore & Vita-Selle SMP     |
| 18    | Japan Cup Cycle Road Race | 1.HC | Bauke Mollema          | Trek Factory Racing        |
| 20-28 | Tour of Hainan            | 2.HC | Sacha Modolo           | Lampre-Merida              |
| 31-8  | Tour of Taihu Lake        | 2.1  | Jakub Mareczko         | Southeast Pro Cycling Team |
| 31-4  | Tour of Borneo            | 2.2  | Peeter Pruus           | Rietumu-Delfin             |

### Novembre
| Data  | Prova                            | Cat. | Vincitore           | Squadra                        |
| ----- | -------------------------------- | ---- | ------------------- | ------------------------------ |
| 8     | Tour de Okinawa                  | 1.2  | Jason Christie      | Avanti Racing Team             |
| 9     | Melaka Governor Cup              | 1.2  | annullata           | annullata                      |
| 10-11 | Tour of Yancheng Costal Wetlands | 2.2  | Evaldas Šiškevičius | Team Marseille 13 KTM          |
| 14-16 | Tour of Fuzhou                   | 2.2  | Rahim Emami         | Pishgaman Giant Team           |
| 19-21 | Tour of Guangzhou Nansha         | 2.2  | annullato           | annullato                      |
| 29-1  | Sharjah Tour                     | 2.2  | Soufiane Haddi      | Skydive Dubai Pro Cycling Team |

### Dicembre
| Data  | Prova              | Cat. | Vincitore         | Squadra                        |
| ----- | ------------------ | ---- | ----------------- | ------------------------------ |
| 2     | UAE Cup            | 1.2  | Maher Hasnaoui    | Skydive Dubai Pro Cycling Team |
| 9-13  | Jelajah Malaysia   | 2.2  | Francisco Mancebo | Skydive Dubai Pro Cycling Team |
| 16-19 | Tour of Al Zubarah | 2.2  | Maher Hasnaoui    | Skydive Dubai Pro Cycling Team |

## Classifiche
Classifiche finali.
| Pos. | Corridore           | Squadra       | Punti |
| ---- | ------------------- | ------------- | ----- |
| 1    | Mirsamad Pourseyedi | Tabriz        | 378   |
| 2    | Jakub Mareczko      | Southeast     | 362   |
| 3    | Andrea Palini       | Skydive Dubai | 356   |
| 4    | Hossein Askari      | Pishgaman     | 335   |
| 5    | Mattia Gavazzi      | Amore & Vita  | 333   |
| 6    | Rahim Emami         | Pishgaman     | 239   |
| 7    | Patrick Bevin       | Avanti        | 198   |
| 8    | Marko Kump          | Adria Mobil   | 177   |
| 9    | Francisco Mancebo   | Skydive Dubai | 169   |
| 10   | Youcef Reguigui     | MTN-Qhubeka   | 163   |

| Pos. | Squadra                   | Punti  |
| ---- | ------------------------- | ------ |
| 1    | Pishgaman Giant Team      | 990,25 |
| 2    | Skydive Dubai             | 839    |
| 3    | Tabriz Petrochemical Team | 726    |
| 4    | Nippo-Vini Fantini        | 542    |
| 5    | Southeast                 | 539    |
| 6    | RTS-Santic Racing Team    | 476    |
| 7    | Kolss-BDC Team            | 422    |
| 8    | Adria Mobil               | 383    |
| 9    | Avanti Racing Team        | 380    |
| 10   | Amore & Vita-Selle SMP    | 358    |

| Pos. | Nazione       | Punti |
| ---- | ------------- | ----- |
| 1    | Iran          | 1 655 |
| 2    | Kazakistan    | 602   |
| 3    | Giappone      | 541   |
| 4    | Corea del Sud | 295   |
| 5    | Hong Kong     | 276,5 |
| 6    | Filippine     | 266   |
| 7    | Malaysia      | 243   |
| 8    | Kirghizistan  | 197   |
| 9    | Uzbekistan    | 174   |
| 10   | Siria         | 165   |